# 交響三章 (三善晃)
交響三章（こうきょうさんしょう）（仏：Trois Mouvements Symphoniques ）は三善晃が日本フィルハーモニー交響楽団の邦人作品に対する委嘱シリーズ第4作として作曲した管弦楽曲である。演奏時間は約25分。

## 初演
1960年10月14日に渡邉暁雄指揮日本フィルハーモニー交響楽団の定期演奏会により行われた。

## 編成
ピッコロ（フルート持ち替え）、フルート2（ピッコロ持ち替え）、オーボエ2、コーラングレ、クラリネット2、バスクラリネット、ファゴット2、コントラファゴット、ホルン4、トランペット4、トロンボーン3、チューバ、ティンパニ、タムタム（大・小）、スネアドラム、タンブリン、バスドラム、ウッドブロック、合わせシンバル、吊りシンバル、木魚、トライアングル、ヴィブラフォン、グロッケンシュピール、チューブラーベル、シロフォン、カスタネット、チェレスタ、ピアノ、ハープ、弦五部

## 構成
全体は緩－急－緩の3つの楽章より構成されている。
三善は、『遠方より無へ』において、7つの断片的楽想（動機）を挙げているが、これらは「主題」ではないと述べている。7つの動機は、様々な形で変形されることにより、作品の旋律的・和声的な側面を構成している。

### 7つの動機
- 動機1：第1楽章冒頭に現れる[2]。チェロ、ヴィオラにより提示される「H-C-F」という音列と、チェロ、コントラバス、ピアノにより提示される「C-Es-Ges」という縦軸の和音からなる。
- 動機2：第1楽章、練習番号3に現れる[2]。フルートにより提示される「Des-B-A-As-C-D-Cis-Es-C-H」という音列からなる旋律である。
- 動機3：第1楽章、練習番号8に現れる[2]。ヴァイオリン、ヴィオラにより提示される「A-C-Gis-A-B」というリズミカルな音形である。
- 動機4：第2楽章冒頭に現れる[2]。第1ヴァイオリンと第2ヴァイオリンにより提示される「H-C-F-Fis-E-G-Gis-Dis-A-D-Fis」という旋律である。
- 動機5：第2楽章、練習番号1に現れる[2]。2本のフルートにより提示される、「F-E、F-E」という同一音形のリズミカルな反復で始まる2声の旋律である。
- 動機6：第2楽章、練習番号8に現れる[2]。チェロとヴィオラにより提示される「D-Es-A-B-Fis-G-Des-C-H-F-Ges-Des-C」という音列からなる旋律である。
- 動機7：第3楽章冒頭に現れる[2]。フルート、ホルン、トランペットにより受け渡される「音色旋律」と、ファゴットによる対旋律との組合せからなる旋律（変奏曲の主題）である。

### 第1楽章
ABAの三部形式。A部分は弦楽器を中心に陰鬱な雰囲気をつくり、B部分では打楽器を多用しクライマックスを形成する。回帰するA部分では弦楽器と木管楽器とが対話し、チェロとヴィブラフォンが奏でるロ音上に静かに終結する。

### 第2楽章
特定の形式に当てはまらない急速な楽章。変拍子を多用しており、スケルツォ的な性質を持つ。性格の異なる動機4、5、6が様々に変形される。

### 第3楽章
変奏曲。前半部分では精緻な変奏が展開され、後半部分では速度を速めて高揚してゆく。第2楽章にも似た雰囲気のクライマックスを形成すると、急速に音量と楽器の数を減じ、細かくディヴィジされた弦楽器とフルートを中心に、静かな終結へと向かう。この楽章は吹奏楽でもよく演奏される。